# Una Voce
Foederatio Internationalis Una Voce (FIUV; lat. „jednim glasom”; iz Predslovlja Rimskoga kanona), međunarodni je savez katoličkih laičkih organizacija privrženih Tradicijskoj latinskoj misi (TLM-u). Obuhvaća organizacije iz skoro 40 država diljem svijeta, uključujući i Hrvatsku.

## Povijest
Norveška psihologinja dr. Borghild Krane uputila je 1964. apel zabrinutim katolicima u kojem je predložila udruženje koje bi se posvetilo očuvanju i obrani liturgijskoga nasljeđa Crkve. Kao rezultat njezinih napora između 1964. i 1965. nastalo je nekoliko nacionalnih udruženja. Početkom 1965., u Rimu su se sastali izaslanici šesterih europskih društava, a Međunarodni savez je i službeno započeo s djelovanjem 8. siječnja 1967. u Zürichu, kada su izaslanici iz 20 udruženja odobrili nacrt statuta i izabrali prvo vijeće. Među poznatijim članovima saveza bili su skladatelji Maurice Duruflé i Olivier Messiaen. Još od svojih početaka, savez je u stalnom kontaktu sa Svetom Stolicom. Prvi predsjednik saveza Una Voce, dr. Eric de Saventhem, uvjerio je 1986. papu Ivana Pavla II. u nužnost sazivanja kardinalskoga vijeća koje je istraživalo situaciju vezanu uz slavljenje tradicijske Mise. Trenutni predsjednik FIUV-a je g. Leo Darroch iz Društva za latinsku misu Engleske i Walesa.

## Ciljevi
FIUV je laički pokret, a njegov prvotni cilj je omogućavanje slavljenja Tradicijske latinske mise (prema Misalu sv. Ivana XXIII. iz 1962). Ostali ciljevi uključuju očuvanje i promoviranje uporabe latinskoga jezika, gregorijanskoga napjeva i sakralne polifonije. Savez ističe kako Drugi vatikanski sabor, premda je dozvolio narodne jezike u liturgiji, nije zabranio latinsku Misu, te da bi se Mise na latinskome i dalje trebale služiti.

## Djelovanje
Članovi FIUV-a smatraju tradicijsku misu izravnom poveznicom s ranom Crkvom, te prepoznaju njezinu vrijednost u prenošenju Božjih otajstava. Neki su kritizirali FIUV zbog navodna elitizma i stavljanja prevelikoga naglaska na osobne pobožnosti.
FIUV je izrazio veliki optimizam pri izboru kardinala Josepha Ratzingera za papu 2005. Ratzinger je na jednoj konferenciji pohvalio ulogu FIUV-a u podržavanju uporabe Rimskog misala u skladu sa smjernicama koje je odredio Vatikan. Utjecaj ove organizacije u Vatikanu doveo je do autorizacije Tradicijske latinske mise (TLM-a) bez posebnog dopuštenja ili indulta mjesnih biskupa, kao i šire primjene i provedbe motuproprija Summorum Pontificum.

## Predsjednici krovne organizacije
- 1966. – 1992.: Eric de Saventhem
- 1992. – 2004.: Michael Davies
- 2004. – 2005.: Ralf Siebenbürger
- 2005. – 2006.: Fra’ Fredrik Crichton-Stuart
- 2006. – 2007.: Jack Oostveen
- 2007. – 2013.: Leo Darroch
- 2013. – 2015.: James Bogle
- 2015. – 0000: Felipe Alanís Suárez

## FIUV u Hrvatskoj
Predstavnik saveza Una Voce za Hrvatsku je Društvo za promicanje tradicionalne Mise "Benedictus". Ova udruga građana osnovana je 15. siječnja 2011., a upisana je u registar udruga u veljači iste godine. Društvo Benedictus član je međunarodne udruge FIUV od 11. listopada 2013.

## Vanjske poveznice
- Međunarodni savez Una Voce
- Društvo za promicanje tradicionalne Mise Benedictus  Arhivirana inačica izvorne stranice od 7. listopada 2013. (Wayback Machine)